# Памятник Черняховскому (Черняховск)
Памятник Ивану Черняховскому — монумент в городе Черняховске, в честь генерала армии, дважды Героя Советского Союза Ивана Даниловича Черняховского под командованием которого во время Великой Отечественной войны был взят город Инстербург (с 1946 года — Черняховск).

## История
Памятник установлен на основании распоряжения Совета Министров РСФСР от 24 сентября 1973 года № 1540-р.
Памятник был готов 7 мая 1977 года, его открытие состоялось в ночь на 9 мая.
Авторы — скульптор Борис Едунов и архитектор Михаил Насекин.
Бронзовая скульптура изготовлена в Ленинграде на ордена Трудового Красного Знамени заводе художественного литья «Монументскульптура». После изготовления обнаружилось, что на погонах у фигуры И. Д. Черняховского не хватает звёзд генерала армии — они были дополнены Едуновым.

## Описание
Общая высота памятника составляет десять с половиной метров. На высоком постаменте располагается скульптура генерала армии — в полный рост, в распахнутой шинели, без головного убора, с планшетом в опущенной руке. Взгляд генерала устремлен на запад. Вес постамента из красного гранита достигает пятнадцати тонн, вес бронзовой скульптуры — две тонны. Специально для возведения памятника была реконструирована городская площадь.
Надпись на постаменте: «Дважды Герою Советского Союза генералу армии Ивану Даниловичу Черняховскому».